# هال تشيس
هال تشيس (بالإنجليزية: Hal Chase)‏ هو لاعب كرة قاعدة أمريكي، ولد في 13 فبراير 1883 في لوس غاتوس في الولايات المتحدة، وتوفي في 18 مايو 1947 في كولوسا في الولايات المتحدة.

## وصلات خارجية
- الموقع الرسمي
- هال تشيس على موقعبيزبول رفرنس.كوم (الدوري الرئيسي) (الإنجليزية)
- هال تشيس على موقعبيزبول رفرنس.كوم (الدوري الثانوي) (الإنجليزية)